# 바가지
바가지는 여러 용도로 사용되는 "무언가를 퍼내는" 그릇으로, 옛날에는 박이나 나무로 만들었으나 요즈음에는 플라스틱으로 만든 것이 사용된다.

## 기원

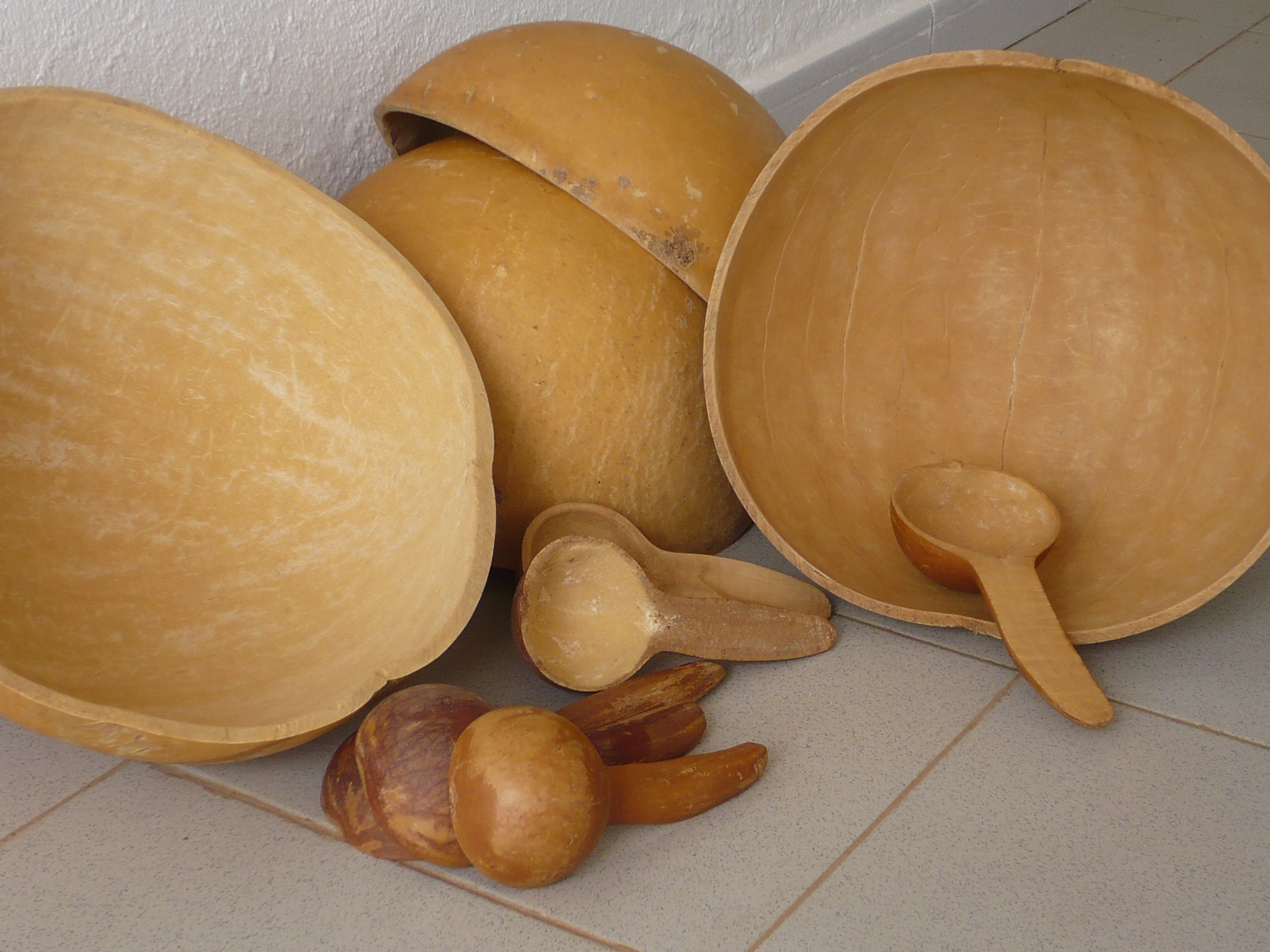
박 껍질 바가지.

바가지는 오랜 옛날로 거슬러 올라간다. 신라의 시조 박혁거세의 탄생신화, 그리고 삼국유사의 원효조에 바가지를 두드려 악기로 썼다는 기록을 볼 수 있다.

## 종류 및 쓰임
- 박바가지: 봄에 씨를 뿌려 박을 따서 만든다.
- 물바가지: 바가지 중에서 가장 크며, 물을 푸는 데 쓰인다.
- 쌀바가지:
- 장조랑 바가지
- 쇠죽바가지

바가지는 국수를 뽑을 때도 쓰인다.

## 용어 쓰임
한국에서 "바가지"라는 용어는 예부터 아래와 같이 사용된다. 자세한 것은 위키낱말사전을 참고하라.
- 안에서 새는 바가지는 바깥에서도 샌다.:
- 바가지 긁다.: 잔소리를 늘어 놓다.
- 바가지 쓰다.: 손해 보다.
- 바가지를 씌우다.: 터무니없는 요금이나 값을 내게 하다.
- 바가지를 차다.: 쪽박을 차다.

현대에는 "바가지 머리"와 같은 용어도 쓰인다.

## 참조
- 문경새재박물관 "나무바가지"[깨진 링크(과거 내용 찾기)] 2008년 2월 3일 참조
- "바가지"의 한국어 용어 쓰임
- 민중국어사전 2008년 2월 3일 참조

## 같이 보기
- 박